# Carmencita Lara
Julia Rosa Capristán García (Trujillo, 8 de octubre de 1926-Lima, 18 de septiembre de 2018), conocida por su nombre artístico Carmencita Lara, fue una cantante de música peruana, enmarcada dentro del estilo tradicional criollo como valses, huaynos, marineras, polcas y pasillos. Es recordada en especial por el tono agudo de su voz, su modo particular de interpretación y por el acompañamiento del sonido del acordeón en sus canciones. También fue conocida como La Reina de Las Provincias.

## Carrera artística
Empezó como cantante aficionada a los 15 años en varias radios de Lima, y profesionalmente a los 18 años.
En 1948, conoce al músico Víctor Lara, quien fue su profesor de piano y, posteriormente, su esposo y compañero artístico.
Su primer nombre artístico fue July García, el cual empleó hasta que no le fue posible emplearlo para tramitar el carné de artista. Es entonces cuando Víctor Lara eligió el seudónimo de 'Carmencita Lara', uniendo el nombre de su madre, Carmen, y su apellido.
En 1948, según una encuesta publicada por la revista Radioteatro, Carmencita obtuvo el título de 'Mejor cancionista de música extranjera'.
Junto a Víctor, con quien luego se casó, recorrió todas las emisoras radiales en busca de una oportunidad, hasta que el 2 de junio de 1955 firmó su primer contrato con Radio Excélsior.
Su primera grabación fue Olvídala amigo (1960), composición del iqueño Luis R. Cueto. Para ello utilizaron como instrumentos de acompañamiento acordeón, cajón y contrabajo, en un estudio del guitarrista Óscar Avilés.
Posteriormente grabó Indio de la cantautora Alicia Maguiña. Otros temas fueron: Clavel marchito de Armando Gonzáles, Milagro de Augusto Rojas Llerena y El árbol de mi casa de Salvador Oda.
Durante toda su vida artística, Carmencita Lara popularizó valses que le cantan al desamor, la tristeza y la esperanza, entre ellos Llora, llora corazón (1962). Carmencita no solo viajó por todo el Perú, sino también por varias ciudades de América Latina y Europa, en las que convocó la catarsis colectiva en sus recitales. En Ecuador, donde es conocida por sus pasillos, las radios siguen programando sus canciones.

## Fallecimiento
Su muerte, por causas naturales, sucedió el 18 de septiembre de 2018, a los 91 años de edad. Según el portal Criollismo, su hija Rochi confirmó que su madre "se fue tranquila como si se hubiera dormido para siempre". Sus familiares afirmaron que era hipertensa y su salud no mejoró en los últimos años. En 2009 sufrió de un aneurisma cardiaco y entre 2013 y 2015 sufrió varios infartos cerebrales, por lo que algunas fuentes sugieren que este pudo haber sido el causante de su fallecimiento.[cita requerida]
Tras su muerte, el Ministerio de Cultura del Perú dispuso que sus restos sean velados públicamente en la sala "Los Incas" del Museo de la Nación. Previamente había sido velada por su familia en el distrito de Comas.

## Aporte musical
La pareja Lara hizo una serie de aportes a la música peruana. Ella acabó con el estigma de que los criollos no cantan huaynos. Fue una innovadora del vals peruano, no sólo en su forma de interpretarlo sino también en el acompañamiento instrumental con el que contaba, entre el que se hallaba el acordeón de Víctor Lara, quien incorporó por primera vez este sonido y la batería en el vals peruano. Además, ideó la fórmula exitosa de fusionar la voz femenina con el arpa.[cita requerida]

## Discografía
- 1961 Así es el norte
- 1962 Carmencita Lara y Víctor Lara
- 1965 Una voz peruana
- 1966 Una voz... un amor... un bolero
- 1966 Jardín de cumbias
- 1967 Aromas criollos
- 1971 Su majestad
- 1973 La triunfadora...
- 1974 Olvídala amigo
- 1974 Alma herida
- 1981 "Vuelve" La Reyna de las provincias[27]
- 1982 Mi retorno triunfal
- 1987 Con todas las de la ley
- 2008 Viva el Norte

### Compilatorios en CD
- Éxitos de Carmencita Lara, Vol. 1
- Siguen los éxitos, Vol. 2
- Carmencita Lara y Los Embajadores Criollos - Perú Criollo

## Distinciones
- Medalla de Honor "José Antonio Encinas", otorgada por la Derrama Magisterial (2010).[28]